# ジェイミー・セルカーク
ジェイミー・セルカーク（Jamie Selkirk）は、ニュージーランドの編集技師・映画プロデューサー。ピーター・ジャクソン監督とのコラボレーションで知られる。アメリカ映画編集者協会の一員である。
2003年の『ロード・オブ・ザ・リング/王の帰還』でアカデミー編集賞を受賞。

## フィルモグラフィ
- A Woman of Good Character (1980) - 編集
- Squeeze (1980) - 編集
- The Silent One (1984) - 編集
- バッド・テイスト Bad Taste - 編集
- ミート・ザ・フィーブル 怒りのヒポポタマス Meet the Feebles (1989) - 編集
- Old Scores (1991) - 編集
- ブレインデッド Braindead (1992) - 製作補・編集
- Jack Brown Genius (1994) - 製作総指揮・編集
- 乙女の祈り Heavenly Creatures (1994) - 編集
- さまよう魂たち The Frighteners (1996) - 製作・編集
- Larger than Life (1997) - 製作
- Wasted (1998) - 製作総指揮
- ロード・オブ・ザ・リング The Lord of the Rings: The Fellowship of the Ring (2001) - 共同製作
- ロード・オブ・ザ・リング/二つの塔 The Lord of the Rings: The Two Towers (2002) - 共同製作
- ロード・オブ・ザ・リング/王の帰還 The Lord of the Rings: The Return of the King (2003) - 共同製作・編集
- キング・コング King Kong (2005) - 編集